# Sparassidae
Sparassidae Bertkau, 1872 è una famiglia di ragni appartenente all'infraordine Araneomorphae.

## Etimologia
Il nome deriva dal greco σπαράσσω sparàsso cioè "lacerare", "dilaniare" oppure "essere preso da convulsioni", per i forti movimenti e dimenamenti che mette in atto sia quando vengono afferrati, sia come rituale di corteggiamento.

## Caratteristiche
Noti anche come ragni-cacciatori, hanno dimensioni consistenti: i più grandi esemplari maschi di Heteropoda maxima raggiungono la lunghezza del corpo a zampe distese di ben 30 cm. Nonostante le dimensioni mordono esseri umani solo se provocati e in genere il morso dopo un paio di giorni di gonfiore e arrossamento, guarisce.
A volte confusi con le tarantole nel territorio australiano in cui convivono le due famiglie, le Sparassidae se ne distinguono per avere le zampe anteriori distese in avanti come i granchi.
Il colore varia dal marrone al grigio, ad eccezione della Micrommata virescens di un forte colore verde, che consente loro di appostarsi in agguato senza rendersi troppo visibili. Le loro zampe sono coperte da spine piuttosto prominenti, ma il resto del corpo è abbastanza liscio. I morsi peggiori, che causano nausea e vomito oltre ad un cospicuo gonfiore, li infliggono gli appartenenti al genere Neosparassus. I ragni del genere Heteropoda hanno un colore brunastro chiazzato di bianco.

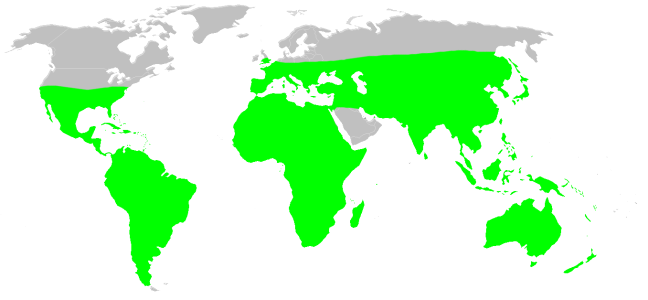
Sparassidae, distribuzione

## Comportamento
Da adulti, i ragni-cacciatori non costruiscono ragnatele, ma cacciano per procurarsi il cibo: la loro dieta consiste primariamente di insetti e gli altri invertebrati.
Sono capaci di camminare sulle zampe in modo estremamente veloce, e salire sui muri e sui soffitti. Al tentativo di afferrarli cercano di aggrapparsi o di dimenarsi convulsivamente (da cui il nome) e, senza preavviso, mordono, soprattutto se sono femmine che trasportano un sacco ovigero. I maschi di Heteropoda venatoria esibiscono un curioso rito di accoppiamento: appena percepiscono particolari feromoni emessi dalla femmina, si ancorano dove si trovano e con le zampe e con l'addome emettono vibrazioni sul terreno con ritmo tale che se la femmina è interessata all'accoppiamento, si avvicinerà e si renderà disponibile al maschio.

## Habitat e distribuzione
Sono ragni che abitano prevalentemente in boschi, foreste e cataste di legna, ma non disdegnano magazzini e abitazioni poco frequentate. Ha contribuito molto alla loro diffusione il nascondersi fra le cataste di legna che le navi portano in giro per il mondo. In caso di pioggia non è raro vederseli entrare in casa.
Sono stati trovati in Australia, Italia, Nuova Zelanda, Africa meridionale, Asia sudorientale, nel Mediterraneo, in Florida, e alle Hawaii, e anche in altre regioni tropicali e sub-tropicali. Inoltre sono presenti anche in zone più fredde come l'Inghilterra, la Svezia e il Galles.

## Tossicità del morso
In genere gli appartenenti a questa famiglia non sono considerati pericolosi. A parte le specie del genere Neosparassus che hanno provocato casi documentati di forti nausee, vomito, dolore prolungato, mal di testa, in genere se non provocati e se non si cerca di molestare i loro piccoli o le loro uova, tendono a stare ben a distanza dagli esseri umani. Anzi in varie zone dell'Australia se rinvenuti nel proprio giardino vengono lasciati stare per la gran quantità di insetti che sono capaci di mangiare.

## Tassonomia
Attualmente, a novembre 2020, si compone di 87 generi e 1256 specie; la suddivisione in sottofamiglie segue quella dell'entomologo Joel Hallan, integrata con gli aggiornamenti al 2017 attraverso Wikispecies:
- Deleninae Hogg, 1903
  - Beregama Hirst, 1990 - Australia
  - Delena Walckenaer, 1837 - Australia
  - Holconia Thorell, 1877 - Australia
  - Isopeda L.Koch, 1875 - Australia
  - Isopedella Hirst, 1990 - Australia
  - Neosparassus Hogg, 1903 - Australia
  - Pediana Simon, 1880 - Australia
  - Typostola Simon, 1897 - Australia
  - Zachria L. Koch, 1875 - Australia occidentale, Nuovo Galles del Sud
- Heteropodinae Thorell, 1873
  - Barylestis Simon, 1910 - Africa centrale, Congo, Uganda
  - Bhutaniella Jäger, 2000 - Bhutan, Nepal
  - Guadana Rheims, 2010 - Brasile, Perù, Ecuador
  - Heteropoda Latreille, 1804 - Australia, Indonesia, Cina, Indocina
  - Martensopoda Jäger, 2006 - India
  - Pandercetes L. Koch, 1875 - India, Indonesia
  - Platnickopoda Jäger, 2020 - Tanzania, Africa orientale
  - Pseudopoda Jäger, 2000 - Nepal, Cina
  - Sinopoda Jäger, 1999 - Cina
  - Spariolenus Simon, 1880 - Sumatra, Oman, Pakistan
  - Thunberga Jäger, 2020 - Madagascar
  - Yiinthi Davies, 1994 - Australia
- Palystinae Simon, 1897
  - Anchonastus Simon, 1898 - Africa centrale e occidentale
  - Palystes L. Koch, 1875 - Africa
  - Panaretella Lawrence, 1937 - Sudafrica
  - Parapalystes Croeser, 1996 - Sudafrica
  - Sarotesius (Pocock, 1898) - Africa orientale
- Sparassinae Bertkau, 1872
  - Adcatomus Karsch, 1880 - Perù, Venezuela
  - Cebrennus Simon, 1880[4] - Israele, Marocco, Arabia Saudita
  - Cerbalus Simon, 1897 - Medio Oriente, Isole Canarie
  - Macrinus Simon, 1887 - Brasile, Venezuela
  - Micrommata Latreille, 1804 - Africa, Europa
  - Nolavia Kammerer, 2006 - Brasile
  - Olios Walckenaer, 1837 - pressoché cosmopolita, è diffuso soprattutto in Africa
  - Polybetes Simon, 1897 - America meridionale
  - Quemedice Mello-Leitão, 1942 - Brasile, Argentina, Colombia
- Sparianthinae Simon, 1897
  - Decaphora Franganillo, 1931 - America settentrionale e centrale
  - Diminutella Rheims & Alayón, 2018 - Cuba
  - Extraordinarius Rheims, 2019 - Brasile
  - Pleorotus Simon, 1898 - Isole Seychelles
  - Rhacocnemis Simon, 1897 - Isole Seychelles
  - Sparianthis Simon, 1880 - Panama, Colombia, Brasile
  - Stasina Simon, 1877 - Gabon, Sri Lanka, Brasile
  - Stipax Simon, 1898 - Isole Seychelles
  - Thelcticopis Karsch, 1884 - Indonesia, Asia orientale, India
  - Thomasettia Hirst, 1911 - Isole Seychelles
  - Uaiuara Rheims, 2013 - Brasile, Perù, Panama, Ecuador, Venezuela, Colombia
- incertae sedis
  - Anaptomecus Simon, 1903[5] - Ecuador, Guayana
  - Arandisa Lawrence, 1938[5] - Namibia
  - Berlandia Lessert, 1921[5] - Africa orientale
  - Carparachne Lawrence, 1962 - Namibia
  - Chrosioderma Simon, 1897[6] - Madagascar
  - Clastes Walckenaer, 1837[7] - Arcipelago delle Molucche, Nuova Guinea
  - Curicaberis Rheims, 2015 - USA, Messico, Costarica
  - Damastes Simon, 1880[8] - Madagascar
  - Defectrix Petrunkevitch, 1925[9] - Panama
  - Dermochrosia Mello-Leitão, 1940[6] - Brasile
  - Eusparassus Simon, 1903[8] - Vecchio Mondo
  - Exopalystes Hogg, 1914[10] - Nuova Guinea
  - Geminia Thorell, 1897[5] - Myanmar
  - Gnathopalystes Rainbow, 1899[11] - Indonesia
  - Irileka Hirst, 1998 - Australia occidentale
  - Keilira Hirst, 1989 - Australia
  - Leucorchestris Lawrence, 1962 - Namibia, Angola
  - Megaloremmius Simon, 1903[12] - Madagascar
  - Microrchestris Lawrence, 1962 - Namibia
  - Orchestrella Lawrence, 1965 - Namibia
  - Origes Simon, 1897[8] - Ecuador, Argentina
  - Paenula Simon, 1897[8] - Ecuador
  - Palystella Lawrence, 1928[10] - Namibia
  - Prusias O.P.-Cambridge, 1892[6] - Brasile, Messico, Panama
  - Prychia L. Koch, 1875[7] - Filippine, Nuova Guinea
  - Pseudomicrommata Järvi, 1914[8] - Africa
  - Remmius Simon, 1897[12] - Congo, Senegal, Camerun
  - Rhitymna Simon, 1897[8] - Madagascar, Asia
  - Sagellula Strand, 1942[9] - Giappone, Cina
  - Sivalicus Dyal, 1957 - India
  - Sparianthina Banks, 1929[9] - Panama
  - Staianus Simon, 1889[13] - Madagascar
  - Stasinoides Berland, 1922[9] - Etiopia
  - Strandiellum Kolosváry, 1934[9] - Nuova Guinea
  - Tibellomma Simon, 1903[6] - Venezuela
  - Tychicus Simon, 1880[10] - Nuova Guinea, Filippine
  - Vindullus Simon, 1880 - Brasile, Venezuela

## Generi trasferiti e inglobati
- Nisueta Simon, 1880[14] - Etiopia, Sudan
- Nonianus Simon, 1885[14] - Ecuador, Perù, Algeria
- Pseudosparianthis Simon, 1887[15] - America centrale e meridionale
- Sampaiosia Mello-Leitão, 1930[15] - Brasile